# Fakour-90

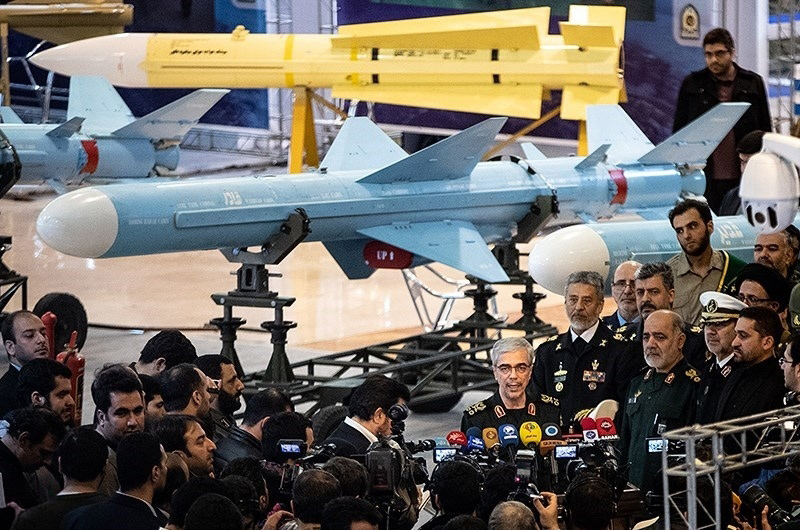
Fakour-90

El Fakour-90 es un misil aire-aire iraní basado en el AIM-54 Phoenix. Se despliega únicamente en los F-14 Tomcats de Irán.
El misil fue desarrollado por el ejército iraní, el Ministerio de Defensa y la Logística de las Fuerzas Armadas y la Fuerza Aérea. En octubre de 2011, Irán anunció que el misil había alcanzado la etapa de producción en masa.
En abril de 2017, el misil aire-aire de largo alcance Fakour-90 se dio a conocer oficialmente durante la visita de Hassan Rouhani de la exposición de los últimos logros del ministerio de defensa de Irán. La televisión estatal de Irán mostró un video relacionado con esta exposición que incluye un disparo de prueba de un misil Fakour-90 por un F-14 Tomcat de la IRIAF.
El 23 de julio de 2018, el ejército iraní anunció que el misil aire-aire guiado por radar Fakour se estaba produciendo en masa. Se celebró una ceremonia a la que asistió el ministro de defensa iraní, Amir Hatami, para marcar el anuncio, durante el cual se exhibieron al menos seis misiles, así como la parte delantera de otros cinco. Hatami afirmó que el misil podría usarse con una variedad de aviones. Los medios iraníes informaron que tiene un alcance de 150 km, una velocidad de Mach 5 y un sistema de guía que le permite alcanzar un objetivo independientemente del radar del avión de lanzamiento.
Aunque la mayoría de las fuentes informaron que el Fakour-90 es una copia del AIM-54, algunos analistas sugirieron que el Fakour-90 era en realidad una versión lanzada desde el aire del misil MIM-23 Hawk con superficies de control del AIM-54. El Fakour-90 también fue criticado por tener menos alcance que los misiles AIM-54 originales.
- Datos: Q20110755
- Multimedia: Fakour-90 / Q20110755